# يوزيف كوباسيك
يوزيف كوباسيك (بالتشيكية: Josef Kubásek) مواليد 6 مايو 1985 هو لاعب كرة قدم تشيكي، يلعب لصالح نادي ملادا بوليسلاف. يجيد اللعب كحارس مرمى.

## وصلات خارجية
- يوزيف كوباسيك على موقع الاتحاد التشيكي (الإنجليزية)
- يوزيف كوباسيك على موقع قاعدة بيانات كرة القدم.إي يو (الإنجليزية)

- Transfermarkt